# Арктика-М
Арктика-М — планируемая группировка из четырёх гидрометеорологических спутников (до 2023 года предполагалось только два спутника в составе группировки) на базе платформы «Навигатор» и на основе аппаратуры серии спутников «Электро-Л», которые предназначены для работы на высокоэллиптической орбите типа «Молния» (для аппарата «Арктика-М» № 1 удаление в апоцентре 39425 км, в перицентре — 1036). Такая орбита позволяет им в непрерывном режиме осуществлять обзор северных (приполярных) территорий Российской Федерации и Арктики, чего нельзя сделать, используя только имеющиеся геостационарные спутники серии «Электро-Л». В 2021 и 2023 годах с космодрома Байконур запущены два спутника «Арктика-М». До 2031 года планируется запустить ещё четыре гидрометеорологических спутника этого типа.

## Запуски

### «Арктика-М» № 1
Первый аппарат серии «Арктика-М» № 1 изначально планировалось запустить до 25 ноября 2015 года, однако из-за санкций со стороны США старт перенесли сначала на 2017 год, потом на 2019 и после на 2020 год.
28 февраля 2021 года в 09:55:01 МСК с площадки № 31 космодрома Байконур состоялся запуск КА «Арктика-М» № 1. Вывод на низкую опорную орбиту был осуществлён с помощью ракеты-носителя Союз-2.1б. Выведение на целевую орбиту обеспечил разгонный блок «Фрегат». Успешное отделение от него произошло в 12:14 МСК. 22 марта 2021 года были опубликованы первые снимки, полученные со спутника. В сентябре 2021 года были завершены лётные испытания КА «Арктика-М» № 1 и аппарат передан в штатную эксплуатацию. 

### «Арктика-М» № 2
Запуск КА «Арктика-М» № 2 состоялся 16 декабря 2023 года в 12:17:48 мск с 31-й площадки космодрома Байконур. Спутник выведен на заданную орбиту разгонным блоком «Фрегат». 
Спутники «Арктика-М» № 1 и № 2, находясь на орбитах типа «Молния» с высоким апогеем (~40 000 км) и поочередно сменяя друг друга, с периодичностью 30 минут получают данные о метеорологических параметрах: трехмерные поля ветра, температуры, влагосодержания атмосферы, ледовая обстановка на северных морях, общее содержание в атмосфере водяного пара и озона и т. д., а также гелиогеофизические данные на всем огромном пространстве Арктики выше 60° с. ш. Прием, обработка, архивация и распространение спутниковых данных с КА «Арктика» осуществляются на базе действующей Государственной территориально-распределенной системы космического мониторинга Росгидромета.
В мае 2023 года Госкорпорация «Роскосмос» и НПО Лавочкина заключили государственный контракт на модернизацию системы «Арктика-М» для увеличения её орбитальной группировки до четырёх космических аппаратов. Создание и запуск спутников «Арктика-М» № 3, 4, 5 и 6 намечаются до 2031 года. Это позволит вдвое сократить периодичность съемки полярной области и производить наблюдения требуемого района с разных ракурсов, а также детализировать сверхкраткосрочные прогнозы погоды, повысить оперативность обнаружения и мониторинга опасных природных явлений и чрезвычайных ситуаций и увеличить точность выделения облаков над снежным и ледовым покровами и определения их характеристик в арктическом регионе и на прилегающих территориях.

## Конструкция
КА «Арктика-М» построен на базе платформы «Навигатор». Его масса составляет 2100 кг. Аппаратура, размещённая на спутнике, практически совпадает с аппаратами серии «Электро-Л». Полезная нагрузка состоит из:
- многозонального сканирующего устройства гидрометеорологического обеспечения (МСУ-ГС) — обеспечивает получение изображений облачного слоя и поверхности Земли. Работает в инфракрасном и видимых диапазонах;
- гелиогеофизического аппаратурного комплекса (ГГАК-ВЭ);
- аппаратуры передачи данных между наземными метеорологическими станциями;
- аппаратуры системы «Коспас-Сарсат» для ретрансляции сигналов от аварийных буев[15].